# Fußball-Weltmeisterschaft 1950/Uruguay
Dieser Artikel behandelt die uruguayische Fußballnationalmannschaft bei der Fußball-Weltmeisterschaft 1950.

## Qualifikation
Eigentlich hätte Uruguay in einer Qualifikationsgruppe mit Ecuador, Paraguay und Peru spielen sollen, wobei die ersten zwei Mannschaften das Endturnier erreicht hätten. Es kam jedoch zu keinem Spiel, da Ecuador und Peru ihre Meldungen zurückzogen und somit Uruguay und Paraguay qualifiziert waren.

## Aufgebot
| Nr.               | Name                     | Verein vor WM-Beginn | Geburtstag | Spiele   | Tore     | Platzverweise |          |
| Torhüter          | Torhüter                 | Torhüter             | Torhüter   | Torhüter | Torhüter | Torhüter      | Torhüter |
| ----------------- | ------------------------ | -------------------- | ---------- | -------- | -------- | ------------- | -------- |
| 8                 | Roque Máspoli            | CA Peñarol           | 12.10.1917 | 3        | 0        | 0             |          |
| 12                | Aníbal Paz               | Nacional Montevideo  | 21.05.1917 | 1        | 0        | 0             |          |
| Abwehrspieler     |                          |                      |            |          |          |               |          |
| 3                 | Schubert Gambetta        | Nacional Montevideo  | 14.04.1920 | 2        | 0        | 0             |          |
| 5                 | Juan Carlos González     | CA Peñarol           | 22.08.1924 | 2        | 0        | 0             |          |
| 6                 | Matías González          | Club Atlético Cerro  | 06.08.1925 | 4        | 0        | 0             |          |
| 7                 | William Martínez         | Rampla Juniors FC    | 13.01.1928 | 0        | 0        | 0             |          |
| 19                | Eusebio Tejera           | Nacional Montevideo  | 06.01.1922 | 4        | 0        | 0             |          |
| 22                | Héctor Vilches           | Club Atlético Cerro  | 14.02.1926 | 0        | 0        | 0             |          |
| Mittelfeldspieler |                          |                      |            |          |          |               |          |
| 11                | Washington Ortuño        | CA Peñarol           | 13.05.1928 | 0        | 0        | 0             |          |
| 14                | Rodolfo Pini             | Nacional Montevideo  | 12.11.1926 | 0        | 0        | 0             |          |
| 16                | Víctor Rodríguez Andrade | Central Español FC   | 02.05.1927 | 4        | 0        | 0             |          |
| 20                | Obdulio Jacinto Varela   | CA Peñarol           | 20.09.1917 | 4        | 1        | 0             |          |
| Stürmer           |                          |                      |            |          |          |               |          |
| 1                 | Julio César Britos       | CA Peñarol           | 18.05.1926 | 0        | 0        | 0             |          |
| 2                 | Juan Burgueño            | Danubio FC           | 04.02.1923 | 0        | 0        | 0             |          |
| 4                 | Alcides Ghiggia          | CA Peñarol           | 22.12.1926 | 4        | 4        | 0             |          |
| 9                 | Óscar Omar Míguez        | CA Peñarol           | 05.12.1927 | 4        | 5        | 0             |          |
| 10                | Rubén Morán              | Club Atlético Cerro  | 06.08.1930 | 1        | 0        | 0             |          |
| 13                | Julio Pérez              | Nacional Montevideo  | 19.06.1926 | 4        | 1        | 0             |          |
| 15                | Luis Rijo                | Central Español FC   | 28.09.1927 | 0        | 0        | 0             |          |
| 17                | Carlos Romero            | Danubio FC           | 07.09.1927 | 0        | 0        | 0             |          |
| 18                | Juan Schiaffino          | CA Peñarol           | 28.07.1925 | 4        | 3        | 0             |          |
| 21                | Ernesto Vidal            | CA Peñarol           | 15.11.1921 | 3        | 1        | 0             |          |
| Trainer           |                          |                      |            |          |          |               |          |
|                   | Juan López               |                      | 15.03.1908 |          |          |               |          |

Zum medizinischen Betreuungsstab der Uruguayer gehört mit dem Kinesiologen Juan C. Kirschberg ein gebürtiger Husumer.

## Spiele der uruguayischen Mannschaft

### Vorrunde
Türkei und Schottland zogen zurück.
- Uruguay -  Bolivien 8:0 (4:0)

Stadion: Estádio Independência (Belo Horizonte)
Zuschauer: 5.000
Schiedsrichter: Reader (England)
Tore: 1:0 Míguez (14.), 2:0 Vidal (18.), 3:0 Schiaffino (23.), 4:0 Míguez (45.), 5:0 Míguez (56.), 6:0 Schiaffino (59.), 7:0 Pérez (73.), 8:0 Ghiggia (83.)
Die Gruppe IV bestand nur aus zwei Mannschaften. Uruguay und Bolivien trafen sich nur für ein Spiel, das die Urus mit 8:0 für sich entschieden. Der Halblinke Juan Schiaffino mit insgesamt zwei Treffern tat sich in dieser Partie besonders hervor.

### Finalrunde
- Uruguay -  Spanien 2:2 (1:2)

Stadion: Estádio do Pacaembu (São Paulo)
Zuschauer: 44.000
Schiedsrichter: Griffiths (Wales)
Tore: 1:0 Ghiggia (29.), 1:1 Basora (32.), 1:2 Basora (39.), 2:2 Varela (73.)
- Uruguay -  Schweden 3:2 (1:2)

Stadion: Estádio do Pacaembu (São Paulo)
Zuschauer: 8.000
Schiedsrichter: Galeati (Italien)
Tore: 0:1 Palmer (5.), 1:1 Ghiggia (39.), 1:2 Sundqvist (40.), 2:2 Míguez (77.), 3:2 Míguez (85.)
- Uruguay -  Brasilien 2:1 (0:0)

Stadion: Maracanã (Rio de Janeiro)
Zuschauer: 200.000
Schiedsrichter: Reader (England)
Tore: 0:1 Friaça (47.), 1:1 Schiaffino (66.), 2:1 Ghiggia (79.)
Spätestens nach dem 7:1-Erfolg Brasiliens gegen Schweden waren die Gastgeber turmhoher Favorit der Endrundengruppe. Mit absolutem Zauberfußball faszinierten Ademir & Co. die knapp 140.000 Zuschauer im Maracana-Stadion. Wie kaum ein Team zuvor zeigten die Brasilianer Fußball par excellence. Die Innenstürmer Zizinho, Ademir und Jair wirbelten die Schweden durcheinander. Als auch die Spanier den Gastgebern mit 1:6 unterlagen, hatten die Kommentatoren kaum genug Superlativen für die wie entfesselt aufspielenden Fußball-Akrobaten vom Zuckerhut parat. Derweil krampfte sich das Team von Uruguay glücklich durch die ersten beiden Spiele. Gegen Spanien gab es ein mühsames, erst spät durch Varelas Gewaltschuss gesichertes 2:2. Auch die Schweden konnten erst mit dem späten Tor zum 3:2 durch Miguez (85.) besiegt werden. Die Begegnung zwischen Spanien und Schweden gewannen die Skandinavier sicher mit 3:1, was Platz drei in der Endabrechnung des Turniers bedeutete.
Während das ‚kleine Finale’ nur 8.000 Besucher in São Paulo anzog, fand zur gleichen Zeit vor fast 200.000 Zuschauern im vollbesetzten Maracanã-Stadion das entscheidende Spiel um den Titel zwischen Brasilien und Uruguay statt. Dem hoch favorisierten Gastgeber reichte zum Erreichen des Titels gegen die Urus, dem Weltmeister von 1930, ein Unentschieden. Doch bereits im ersten Durchgang zeigten die Gäste aus Montevideo ein glänzendes Defensivverhalten. Durch das enge Markieren der brasilianischen Ballkünstler und dem aggressiven Pressing konnten die Favoriten ihren gefürchteten Angriffswirbel nicht entwickeln. Aber es reichte ja schließlich ein Remis. Als kurz nach der Pause Frica nach Zizinho-Vorlage das 1:0 gelang, schien alles seinen vorgezeigten Weg zu gehen. Doch die Urus gaben nicht auf. Ein Konter über Rechtsaußen Ghiaggia landete bei Schiaffino, der volley abzog: 1:1 (66.). Es wurde plötzlich stiller in dem riesigen Stadion. Die Brasilianer brauchten nur noch das Ergebnis über die Zeit zu schaukeln, doch elf Minuten vor dem Abpfiff war wieder Ghiaggia durch und traf aus spitzem Winkel ins lange Eck von Torhüter Barbosa. Wie gelähmt agierten die Favoriten und kamen kaum mehr zu einem halbwegs vernünftigen Spielzug. Die Sensation war perfekt und Uruguay zum zweiten Mal Weltmeister. Während 200.000 Menschen mit hängenden Köpfen das Stadion verließen, feierten die Urus nach ihrer Rückkehr in Montevideo das bis dahin größte Fußballfest.